# Рэп-баттл между Оксимироном и Дизастером

Превью рэп-баттла между Оксимироном (слева) и Дизастером (справа)

Рэп-баттл между Оксимироном и Дизастером прошёл 16 октября 2017 года в клубе Los Globos на канадской баттл-площадке King of the Dot в Лос-Анджелесе в рамках международного турнира World Domination 7.
Участниками баттла стали российский рэпер Oxxxymiron (настоящее имя — Мирон Фёдоров) и американский баттл-рэпер ливанского происхождения Dizaster (настоящее имя — Башир Ягами). У Оксимирона до баттла были четыре победы и одно поражение. Dizaster провёл почти сотню баттлов, большую часть из которых выиграл. Оксимирон стал первым российским и русскоязычным баттл-рэпером, принявшим участие в североамериканской баттл-лиге. Он впервые в своей карьере участвовал в англоязычном баттле.
Является самым просматриваемым баттлом King of the Dot на YouTube (более 15 млн просмотров на март 2025 года).

## Предыстория
После баттла Оксимирона с Johnyboy, ставшего самым просматриваемым на YouTube, 13 апреля 2015 года Ресторатор написал в Twitter, что Versus Battle установил мировой рекорд по просмотрам баттлов за первые сутки. В том же сообщении он отметил других организаторов трёх крупнейших баттл-лиг мира: Eurgh с Don’t Flop, Organik с King of the Dot и Smack с URL. Dizaster впечатлился успехом этого баттла и вызвал Оксимирона на баттл. Он предложил провести баттл в России, но Оксимирон настоял на баттле в США, поскольку он посчитал, что в России потенциальная публика плохо знает английский язык. В итоге было решено провести баттл в Лос-Анджелесе на канадской баттл-площадке King of the Dot.
В августе 2017 в России состоялся рэп-баттл между Оксимироном и Славой КПСС, также известным под псевдонимом Гнойный. По решению жюри баттла Оксимирон единогласно был признан проигравшим. По словам Оксимирона на баттле, он рассматривал этот баттл как подготовку к баттлу с Дизастером. Эта встреча вызвала массовый интерес и множество отзывов в прессе, увеличив интерес к его будущей встрече с Дизастером.

## Баттл
В клубе Los Globos, где проводились баттлы в рамках World Domination 2017, на баттле Оксимирона и Dizaster присутствовало 80 % русскоязычных зрителей и 20 % североамериканцев. На баттле присутствовал организатор Versus Battle Александр «Ресторатор» Тимарцев, который поприветствовал зрителей на русском языке. По результатам жеребьёвки первым начинал раунд Dizaster. В первом раунде он выразил удивление количеством русскоязычной публики и высмеял поклонников Оксимирона, также он высмеял отставание России от США в космосе и пошутил про российское ядерное оружие. Оксимирон первый раунд начал с фразы Данилы Багрова из фильма «Брат 2» «Вот скажи мне, американец, в чём сила?» и продолжил на английском баттлить про баттл-карьеру оппонента. Он упрекнул его в отстаивании флага США, которые, по словам Оксимирона, за последние 15 лет убили 2 млн арабов, и обвинил Дизастера, являющегося арабом по национальности, в предательстве своего народа. На эти упрёки Дизастер во втором раунде ответил, что родился в США и не в ответе за арабов. Он высмеял татуировку с надписью «1703» на шее Оксимирона, спародировал русский акцент, обвинил русских женщин в сексуальной распущенности. Оксимирон второй раунд начал с демонстрации американского акцента и шутки про три «X» в своём псевдониме, также он сыронизировал про своё еврейское происхождение. Он высмеял интервью Дизастера, в котором тот жаловался на рэперов из американской баттл-лиги URL, провёл параллели между американским и русским баттл-рэпом, с арабским акцентом высмеял соответствие Дизастера образу стереотипного араба, переключившись на арабский и немецкий язык. Он похвалился познаниями в арабской культуре, в отличие от Дизастера, и упрекнул его в рекламе терроризма при эксплуатации этой темы в своих баттлах. В третьем раунде Дизастер продиктовал своим поклонникам свой номер телефона, затем он высмеял клип Оксимирона «Fata Morgana» и русские баттлы, которые звучат для него как абракадабра, и обвинил Оксимирона в расизме. Он перешёл на русский язык и начал шутить про маму Оксимирона, затем на английском продолжил шутить про его девушку, после чего, заметно потеряв голос, завершил раунд без концовки. Оксимирон в третьем раунде, похвалив русское произношение Дизастера, продемонстрировал ускоренную читку на русском языке, затем упрекнул его в лицемерии при изменении его положительного отношения к президенту США Дональду Трампу после того, как на Трампа записал дисс Эминем. Оксимирон упрекнул Дизастера в отсутствии музыкальной карьеры и в концовке раунда выразил надежду, что этот баттл поможет наладить отношения между русскими, американцами, арабами и евреями, а также, что рэп-баттлы смогут стать чем-то большим, чем просто панчи и рифмы. Как и другие баттлы в World Domination, этот баттл не судился, поэтому победитель официально не был объявлен.
Дизастер получил за баттл 10 тысяч долларов, Оксимирон участвовал в баттле бесплатно, получив только 2 тысячи долларов в качестве компенсации за затраты на перелёт и проживание в США. Оксимирон в ноябре 2017 года посетил радиостанцию Shade 45, основанную Эминемом, где дал интервью DJ Whoo Kid и зачитал куплеты фристайлом. Тогда же он дал интервью DJ Vlad для проекта VladTV.

## Реакция
Перед баттлом многие пользователи прогнозировали поражение Оксимирона, поскольку английский язык был для него не родным и он говорил на нём с русским акцентом. Также многие предполагали, что Дизастер, известный своей неуправляемой агрессией, может задавить Оксимирона морально. До баттла стало известно, что Оксимирон и Дизастер подружились, поэтому вероятность конфликта была исключена. После баттла Дизастер признал победу Оксимирона. Также его победителем посчитали пользователи социальных сетей. Сам Оксимирон после баттла признался, что заниматься баттл-рэпом его сподвигло творчество баттл-рэперов Iron Solomon, Illmaculate, The Saurus.
Журналист Михаил Козырев похвалил Оксимирона за удержание высокой планки во всех трёх раундах и акцентировании на оппоненте в баттле. Рэпер Децл поздравил Оксимирона с победой и сыронизировал, что победил бы обоих на английском языке. Журналист Дмитрий Алешковский после увиденного баттла удивился низким уровнем американского баттл-рэпа и похвалил Оксимирона: «Такое ощущение, что разговаривают люди с разных планет». Член Совета при президенте Российской Федерации по развитию гражданского общества и правам человека Максим Шевченко выразил восхищение выступлением Оксимирона, а также заявил, что этот рэп-баттл — «пример столкновения разных мировоззрений». Также Оксимирона поздравили «Би-2».
Выступлением Оксимирона на баттле выразили восхищение российские рэперы Баста, Noize MC, Карандаш, СД, Slim, 5 Плюх, Рэпер Сява. Также восхищение баттлом выразили американские рэперы Tech 9, The Alchemist и Evidence, вокалист рок-группы Emmure Фрэнки Палмери.
В российских СМИ широко освещали баттл, в западных же изданиях, как и другие баттлы западных баттл-лиг, этот баттл остался незамеченным. О баттле написали только несколько американских специализированных изданий о хип-хопе: HipHopDX, Battlerap Chris, Rap Grid, The Undefeated.
В американском HipHopDX сравнили баттл с «вмешательством России» в президентские выборы в США в 2016 году: «Российское проникновение в американский политический процесс было главной темой обсуждения в этом году, а воскресной ночью (15 октября) Россия сделает ещё один шаг и вынесет американскую баттл-рэп-сцену». В The Undefeated упомянули баттл в статье о новом витке развития баттл-культуры. В радио National Public Radio упомянули баттл в сюжете о развитии рэпа в России.
В «Правде.ру» резко раскритиковали баттл: «Первая мысль, которая приходит в голову после прочтения перевода, что лобызаться с человеком, который на русском языке говорит, куда имел маму Мирона Фёдорова, поведение в высшей степени недостойное мужчины». Возмущение издания вызвал канал «Россия-24», посвятивший событию два новостных сюжета. В блоге «РЕН ТВ» рэпер Рич назвал баттл цирком и деловой сделкой: «Первые два раунда были противостоянием русского и американца, а в итоге участники сошлись как араб и еврей»; в заметке, опубликованной в RT, Рич назвал баттл клоунадой. В «Газете.Ru» сравнили баттл с телемостами «Познер-Донахью» между СССР и США во времена перестройки и констатировали, что Мирон Фёдоров уже перерос рамки жанра баттл-рэпа, с которого когда-то начинал. В Life настояли на победе Оксимирона: «Дизастер понял, что проиграл, как только его соперник открыл рот. Он защищал флаг до конца, прекрасно понимая, кому отдадут победу зрители в зале и у мониторов». В издании назвали выступление Оксимирона победой над чрезмерным восхищением западной культурой и чувством неполноценности: «Оксимирон ехал не брать Лос-Анджелес штурмом — он ехал убивать чудовище. Огромного волосатого монстра, который живёт внутри каждого из нас и называется чувством неполноценности. Мы отыскали в себе какую-то эксклюзивную ущербность, вообразили, что генетически несовершенны, и молимся на это божество неудачников. Пора его убивать».
Панч Оксимирона «You mad cause Iʼm Joseph Stalin on you» (с англ. — «Ты бесишься, что я пошёл на тебя, как Иосиф Сталин / задавил тебя стилем») признан сайтом Rap Grid одним из лучших в 2017 году. HipHopDX включил баттл в список главных событий в хип-хопе в 2017 году, признав его баттлом года. Баттл был признан лучшим в номинации «Представление года» на премии KOTD Video Awards 2017 наряду с баттлом Mickey Factz против Daylyt.